# 7790 Miselli
7790 Miselli este un asteroid din centura principală de asteroizi.

## Descriere
7790 Miselli este un asteroid din centura principală de asteroizi. A fost descoperit pe 28 februarie 1995 la observatorul astronomic Santa Lucia din Stroncone. Asteroidul prezintă o orbită caracterizată de o semiaxă mare de 3,14 ua, o excentricitate de 0,09 și o înclinație de 7,2° în raport cu ecliptica.